# Західні слов'яни

Зведений герб західних слов'ян: перше чвертьполе — герб поляків (на крилах герби кашубів та сілезян), друге чвертьполе — герб чехів, третє чверть поле — герб лужицьких сербів та поморських слов'ян, четверте чвертьполе — герб словаків.

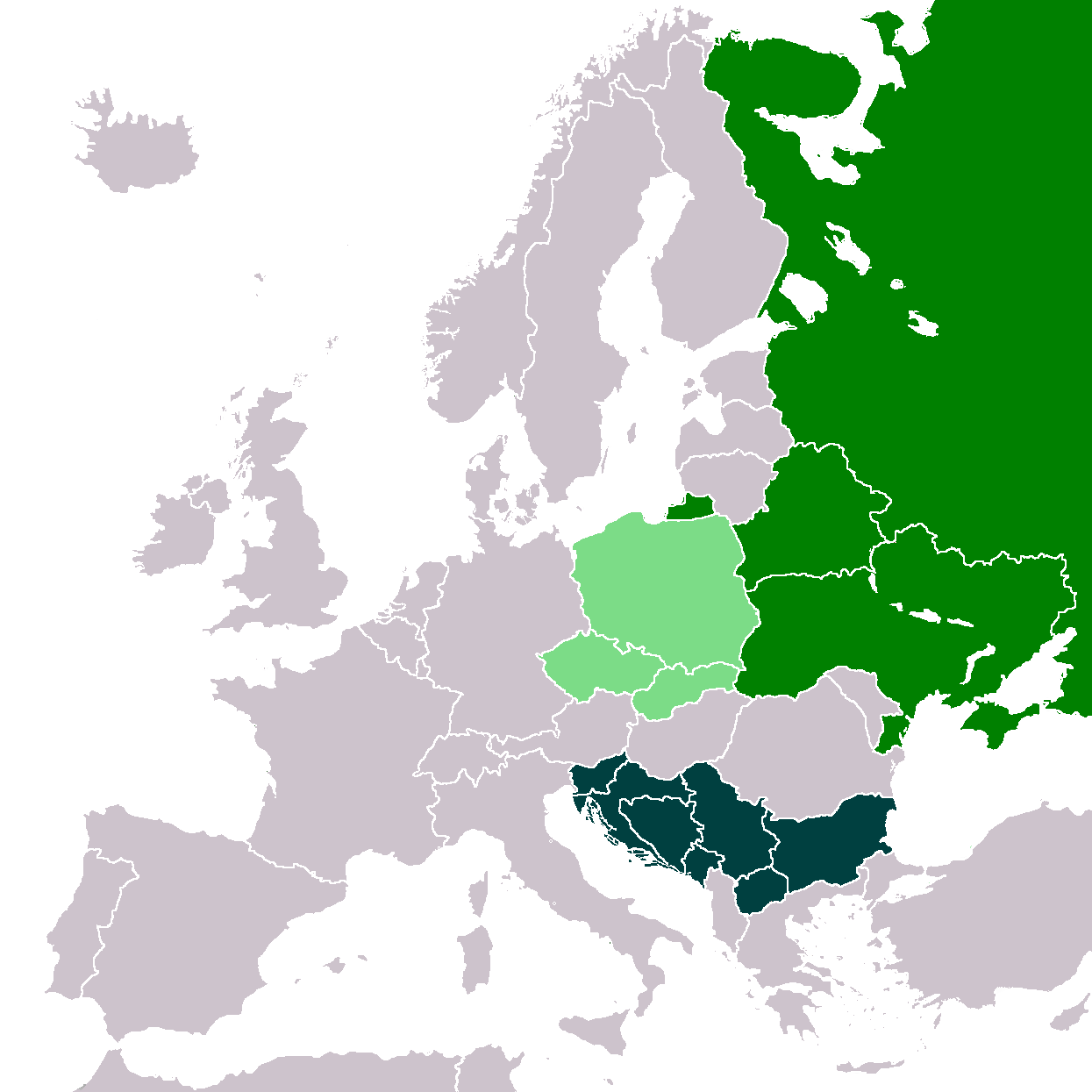
Західні (світлозелені), східні та південні слов'яни

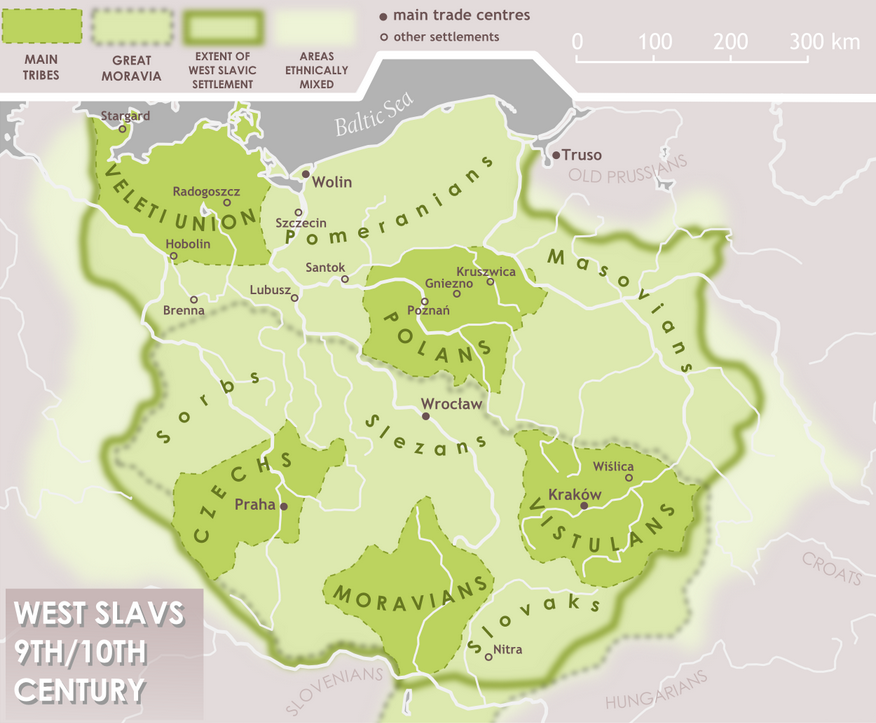
Західні слов'яни в 9-10 столітті

Західні слов'яни — частина великої слов'янської сім'ї, що проживає у східній та центральній Європі. До них відносять: чехів, кашубів, лужичан, поляків i словаків.
В процесі міграції та експансії слов'ян (VI-VII століття) ця людність змогла майже уніфікувати культуру і значною мірою мову. Лише колонізація уграми Угорської низини на початку IX ст. розірвала зв'язок між слов'янами, що проживали північніше Карпат і Судетів з балканськими та наддунайськими слов'янами. Це спричинило розмежування західних і південних слов'ян. Розмежування східних і західних слов'ян розпочалось у X ст., коли виникли дві конкуруючі між собою держави — Київська Русь та Польща. Дуже поглибило відчуження і те, що в країнах було християнство різних обрядів (католицизм і православ'я). Таким чином уже в X ст. більш-менш монолітна слов'янська спільнота розпалась на три різних гілки.

## Західнослов'янські племена

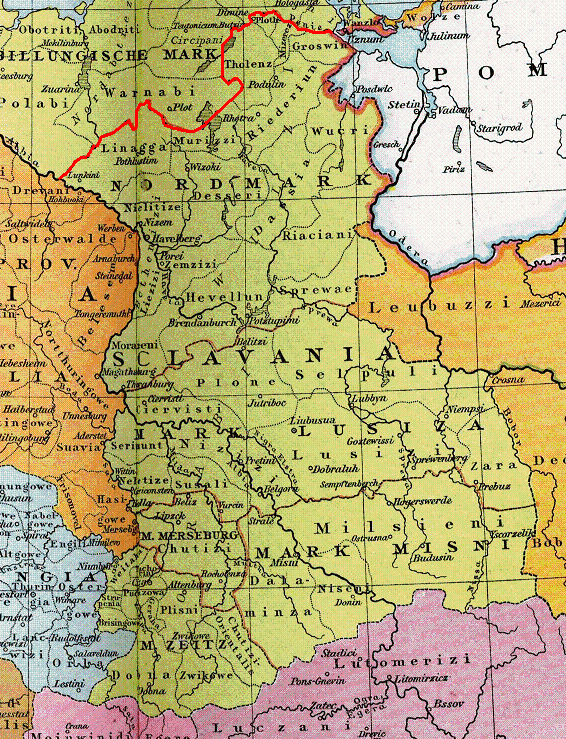
Землі заселені ободритами, велетами (лютичами) та лужицькими сербами

Західні слов'яни зберігали мовну єдність аж до XI століття, проте пізніше вирізнялись:
- лужичани
- лехічі
  - польські племена — мазовшани, вісляни і т. д.
  - полабські слов'яни — древ'яни
  - поморяни, нині кашуби
- чехи i словаки

## Порівняння західнослов'янських мов
| польська | нижньолужицька | верхньолужицька | чеська | словацька | кашубська        | полабська древ'янська | сілезька              |
| -------- | -------------- | --------------- | ------ | --------- | ---------------- | --------------------- | --------------------- |
| człowiek | cłowjek        | čłowjek         | člověk | človek    | człowiek         | clawak, clôwak        | čłowjek               |
| wieczór  | wjacor         | wječor          | večer  | večer     | wieczór          | vicer                 | wječor                |
| brat     | bratš          | bratr           | bratr  | brat      | bracyna, bracczi | brot                  | brat                  |
| dzień    | źeń            | dźeń            | den    | deň       | dzéń             | dôn                   | dźëń (dźyń)           |
| ręka     | ruka           | ruka            | ruka   | ruka      | rãka, paja       | ręka                  | rënka (rynka)         |
| jesień   | nazymje        | nazyma          | podzim | jeseň     | jeséń            | prenja zaima, jisin   | podzim, jeśëń (jeśyń) |
| śnieg    | sněg           | sneh            | sníh   | sneh      | śniég            | sneg                  | śńëg (śńyg)           |
| lato     | lěśe           | lěćo            | léto   | leto      | lato             | lato                  | lato                  |
| siostra  | sotša          | sotra           | sestra | sestra    | sostra           | sestra                | siostra, šwester      |
| ryba     | ryba           | ryba            | ryba   | ryba      | rëba             | ryba                  | ryba                  |
| ogień    | wogeń          | woheń           | oheň   | oheň      | òdżin            | widin                 | ǒgëń (łogyń)          |
| woda     | woda           | woda            | voda   | voda      | wòda             | wôda                  | woda                  |
| wiatr    | wětš           | wětřik, wětr    | vítr   | vietor    | wiater           | wjôter                | wiatr, wiater         |
| zima     | zymje          | zyma            | zima   | zima      | zëma             | zaima                 | zima                  |

## Письмові пам'ятки про ранні західнослов'янські країни
- Historia Francorum — бл. 660
- Баварський географ — бл. 845
- Хроника Регіно Прюмського[en]  — бл. 915
- Хроника Тітмара Мерзебурзького — бл. 975
- Dagome iudex[en]  — бл. 992
- Празький документ[pl]  — бл. 1086
- Слов'янська хроніка — бл. 1177

## Перші держави західних слов'ян
- Само (перша половина VII ст.) — створена франкським купцем Самоном приблизно в 624 р. Імовірно це був військово-племінний союз. Самон запам'ятався перш за все як військовий керівник, адже вів війни із аварами i франками. Після його смерті союз розпався.
- Князівство Нітра — історичне західно-слов'янське князівство, розташоване на заході сучасної Словаччини. Існувало до 833 року.
- Великоморавська держава — історична держава західних слов'ян у басейні Середнього Дунаю та доходила до верхів'їв рік Лаби й Одеру, виникла наприкінці VIII — початку IX віків на території сучасних Словаччини й Моравії, що досягла розквіту в 860–880 роках. Занепала близько 907 року через напади мадяр.
- Блатенське князівство (також відоме, як Панонське князівство) (839/840 — 876) — слов'янська держава в районі Блатенського озера — Балатона (на території сучасної Угорщини) зі столицею у місті Блатноград. Займало територію між Дравою на півдні, Дунаєм на сході, Грацом на заході та Веспремом на півночі.

## Міфологія західних слов'ян

### Божества
- Триглав — триголове божество.
- Святовит, Сварожич — ймовірно бог війни, ворожби та урожаю. Серед західних слов'ян особливою повагою користувався у Велетів (Лютичів). Головним центром культу була Аркона на острові Рана, там на капищі вXII ст. знаходився його ідол із чотирма обличчями та рогами достатку в руках. Священною твариною був білий кінь.
- Радгост — Радогост; головне божество редарів, одного із племен, що належало до військово-племінного союзу Лютичів. Центр культу був у місті Радегаст, яке було зруйноване в 1068.